# Élections législatives de 1919 dans la Loire-Inférieure
Les élections législatives de 1919 ont eu lieu le 16 novembre.

## Résultats départementaux

### Par listes
| Listes         | Listes                         | Premier tour | Premier tour | Sièges |
| Listes         | Listes                         | Voix         | %            | Sièges |
| -------------- | ------------------------------ | ------------ | ------------ | ------ |
|                | Listes de Droites              | 62 303       | 49,27        | 6      |
|                | Liste d'Union des républicains | 46 003       | 36,38        | 3      |
|                | Liste socialiste (S.F.I.O.)    | 12 770       | 10,10        | 0      |
|                |                                |              |              |        |
| Inscrits       | Inscrits                       | 187 712      | 100,00       | 9      |
| Votants        | Votants                        | 131 038      | 69,81        |        |
| Abstention     | Abstention                     | 56 674       | 30,19        |        |
| Blancs et nuls | Blancs et nuls                 | 4 578        | 3,49         |        |
| Exprimés       | Exprimés                       | 126 460      | 96,51        |        |

## Résultat par circonscription

### 1recirconscription
| Liste          | Liste                          | Moyenne        | %      | Sièges | Candidat                  | Candidat        | Tendance | Voix   | %     |
| -------------- | ------------------------------ | -------------- | ------ | ------ | ------------------------- | --------------- | -------- | ------ | ----- |
|                | Liste d'Union des républicains | 24 320         | 38,44  | 3      |                           | Aristide Briand | PRS      | 26 451 | 46,89 |
|                | Liste d'Union des républicains | 24 320         | 38,44  | 3      | Gabriel Guist'hau         | PRRRS           | 23 618   | 41,87  |       |
|                | Liste d'Union des républicains | 24 320         | 38,44  | 3      | Maurice Sibille           | ARD             | 24 515   | 43,46  |       |
|                | Liste d'Union des républicains | 24 320         | 38,44  | 3      | Philippe Delaroche-Vernet | PRRRS           | 22 697   | 40,24  |       |
|                |                                |                |        |        |                           |                 |          |        |       |
|                | Liste de Solidarité nationale  | 20 480         | 36,31  | 1      |                           | René Delafoy    | FR       | 21 356 | 37,86 |
|                | Liste de Solidarité nationale  | 20 480         | 36,31  | 1      | Ilari                     | FR              | 20 050   | 35,55  |       |
|                | Liste de Solidarité nationale  | 20 480         | 36,31  | 1      | Marie d'Avigneau          | FR              | 20 533   | 36,40  |       |
|                | Liste de Solidarité nationale  | 20 480         | 36,31  | 1      | La Cour Grandmaison       | FR              | 19 982   | 35,42  |       |
|                |                                |                |        |        |                           |                 |          |        |       |
|                | Liste socialiste (S.F.I.O.)    | 9 065          | 16,07  | 0      |                           | Gauthier        | SFIO     | 9 963  | 17,66 |
|                | Liste socialiste (S.F.I.O.)    | 9 065          | 16,07  | 0      | Berthelot                 | SFIO            | 8 855    | 15,70  |       |
|                | Liste socialiste (S.F.I.O.)    | 9 065          | 16,07  | 0      | Gomichon                  | SFIO            | 8 793    | 15,59  |       |
|                | Liste socialiste (S.F.I.O.)    | 9 065          | 16,07  | 0      | Le Roux                   | SFIO            | 8 650    | 15,33  |       |
|                |                                |                |        |        |                           |                 |          |        |       |
| Inscrits       | Inscrits                       | Inscrits       | 87 567 | 100,00 |                           |                 |          |        |       |
| Votants        | Votants                        | Votants        | 57 678 | 65,87  |                           |                 |          |        |       |
| Abstentions    | Abstentions                    | Abstentions    | 29 889 | 34,13  |                           |                 |          |        |       |
| Blancs et nuls | Blancs et nuls                 | Blancs et nuls | 1 271  | 2,20   |                           |                 |          |        |       |
| Exprimés       | Exprimés                       | Exprimés       | 56 407 | 97,80  |                           |                 |          |        |       |

### 2ecirconscription
| Liste          | Liste                          | Moyenne        | %       | Sièges | Candidat                 | Candidat             | Tendance | Voix   | %     |
| -------------- | ------------------------------ | -------------- | ------- | ------ | ------------------------ | -------------------- | -------- | ------ | ----- |
|                | Liste d'Union nationale        | 41 823         | 59,70   | 5      |                          | Jules-Albert de Dion | Droite   | 41 708 | 59,54 |
|                | Liste d'Union nationale        | 41 823         | 59,70   | 5      | Charles Ginoux-Defermon  | Droite               | 41 655   | 59,46  |       |
|                | Liste d'Union nationale        | 41 823         | 59,70   | 5      | Jacques de Juigné        | Droite               | 41 833   | 59,72  |       |
|                | Liste d'Union nationale        | 41 823         | 59,70   | 5      | Henri de La Ferronnays   | Droite               | 41 960   | 59,90  |       |
|                | Liste d'Union nationale        | 41 823         | 59,70   | 5      | Jean Le Cour-Grandmaison | Droite               | 41 961   | 59,90  |       |
|                |                                |                |         |        |                          |                      |          |        |       |
|                | Liste d'Union des républicains | 21 683         | 30,95   | 0      |                          | Letourneau           | DVG      | 22 876 | 32,66 |
|                | Liste d'Union des républicains | 21 683         | 30,95   | 0      | Hamelle                  | DVG                  | 21 568   | 30,79  |       |
|                | Liste d'Union des républicains | 21 683         | 30,95   | 0      | Malecot                  | DVG                  | 21 340   | 30,46  |       |
|                | Liste d'Union des républicains | 21 683         | 30,95   | 0      | Gillet                   | DVG                  | 21 383   | 30,52  |       |
|                | Liste d'Union des républicains | 21 683         | 30,95   | 0      | De Bray                  | DVG                  | 21 240   | 30,32  |       |
|                |                                |                |         |        |                          |                      |          |        |       |
|                | Liste socialiste (S.F.I.O.)    | 3 705          | 5,29    | 0      |                          | Heas                 | SFIO     | 3 788  | 5,41  |
|                | Liste socialiste (S.F.I.O.)    | 3 705          | 5,29    | 0      | Hery                     | SFIO                 | 3 760    | 5,37   |       |
|                | Liste socialiste (S.F.I.O.)    | 3 705          | 5,29    | 0      |                          | SFIO                 | 3 676    | 5,25   |       |
|                | Liste socialiste (S.F.I.O.)    | 3 705          | 5,29    | 0      | Blancho                  | SFIO                 | 3 679    | 5,25   |       |
|                | Liste socialiste (S.F.I.O.)    | 3 705          | 5,29    | 0      | Dalby                    | SFIO                 | 3 623    | 5,17   |       |
|                |                                |                |         |        |                          |                      |          |        |       |
| Inscrits       | Inscrits                       | Inscrits       | 100 145 | 100,00 |                          |                      |          |        |       |
| Votants        | Votants                        | Votants        | 73 360  | 73,25  |                          |                      |          |        |       |
| Abstentions    | Abstentions                    | Abstentions    | 26 785  | 26,75  |                          |                      |          |        |       |
| Blancs et nuls | Blancs et nuls                 | Blancs et nuls | 3 307   | 4,51   |                          |                      |          |        |       |
| Exprimés       | Exprimés                       | Exprimés       | 70 053  | 95,49  |                          |                      |          |        |       |